# Hansi Gnad
Hans-Jürgen Gnad (* 4. Juni 1963 in Darmstadt) ist ein ehemaliger deutscher Basketballspieler und heutiger -trainer. Nach dem Studium in den Vereinigten Staaten wurde Gnad im NBA-Draft 1987 von den Philadelphia 76ers an 56. Stelle ausgewählt. Im Anschluss wurde der Center Profi und gewann mit verschiedenen deutschen Vereinen drei Meisterschaften sowie mit Scaligera Basket Verona (früher Mash/Müller Verona) den Korać-Cup 1998. Als Nationalspieler wurde Gnad 1993 Europameister.
Von 2018 bis 2024 war er Cheftrainer der Bayer Giants Leverkusen, zunächst in der 2. Basketball-Bundesliga ProA, ab 2023 in der 2. Bundesliga ProB. 2024 wurde er Sportlicher Leiter und Co-Trainer.

## Karriere

### Als Spieler
Gnad begann 1981 im Alter von fast 18 Jahren beim BC Darmstadt mit dem Basketball. Zuvor betrieb er mehrere Jahre Schwimmen als Leistungssport und war Mitglied der Schwimmstaffel der SG Darmstadt, mit der er einige Landestitel und Jahrgangsmeisterschaften gewann. Sein Mathematiklehrer, der selbst Basketball spielte, überredete ihn, zum Basketball zu wechseln.
Auf Vermittlung des damaligen Nationalspielers des TV Langen Rainer Greunke kam er mit Harry Larrabee, dem Trainer der University of Alaska Anchorage, in Verbindung, der den noch über wenig Basketballerfahrung verfügenden Gnad im Sommer 1983 während einer Deutschlandreise mit seiner Hochschulmannschaft persönlich unter die Lupe nahm. Ihn interessierte insbesondere Gnads Körpergröße und weniger dessen basketballerisches Können, da er überzeugt war, dem Deutschen das Spiel notfalls beizubringen. Gnad nahm das zunächst auf ein Jahr begrenzte Stipendium der University of Alaska Anchorage an. Um den Flug bezahlen zu können, verkaufte Gnad seinen VW Käfer, seine Eltern verfügten nicht über die Mittel, um ihm finanziell unter die Arme zu greifen. Gnad flog vorzeitig mit seinem US-amerikanischen Freund Kevin Smith, der als Austauschstudent in Langen Basketball spielte, in die USA, verdiente dort einige Wochen lang Geld auf dem Bau und lernte auf diese Weise die englische Sprache. Der Zusammenarbeit mit Trainer Larrabee in Alaska, der den Deutschen insbesondere in den Basketballgrundlagen schulte, schrieb Gnad den größten Einfluss auf den Verlauf seiner Spielerkarriere zu. Eigener Aussage nach kam Gnad seine Erfahrung des harten Trainings aus seiner Zeit als Schwimmer zugute, um die Umfänge in Alaska zu bewältigen. Er wurde 1986 zum „Conference Player of the Year“ gewählt. Im selben Jahr holte Bundestrainer Ralph Klein den Hessen ins Nationalmannschaftsaufgebot für die Weltmeisterschaft 1986 in Spanien.
Gnad war zum Zeitpunkt seines Abschieds von der University of Alaska Anchorage mit 14 Rekorden in den Annalen der Basketball-Hochschulmannschaft verzeichnet, darunter in erzielten Punkten (1666) und Rebounds (1124). Seine Trikotnummer 33 wird von seinem College nicht mehr vergeben, 2001 wurde er in die Ruhmeshalle der Hochschule aufgenommen. Er war 1986/87 bester Korbschütze und Rebounder seiner Uni, womit er sich den Talentspähern der NBA empfahl. Beim NBA-Draft 1987 wurde er in der dritten Runde an insgesamt 56. Stelle von den Philadelphia 76ers ausgewählt. Dort nahm Gnad am Training unter Headcoach Matt Goukas teil, wurde in Vorbereitungsspielen eingesetzt und erhielt ein unterschriftsreifes Vertragsangebot. Allerdings hatte er keine gültigen Arbeitspapiere für die USA. Sein Agent, an den Gnad über den Leiter des Hochschulsports an der University of Alaska Anchorage gekommen war, hatte nicht damit gerechnet, dass die Mannschaft aus dem US-Bundesstaat Pennsylvania ihn tatsächlich verpflichten wollen würde. So zerschlug sich ein NBA-Engagement für den Nationalspieler.
Seine Profikarriere begann 1987 in der Basketball-Bundesliga beim BSC Saturn Köln unter Trainer Tony DiLeo, mit dem er auch gleich die deutsche Meisterschaft errang, nachdem Gnad erst zu den Playoffs zur Mannschaft gestoßen war. In der Finalserie bezwang Köln den rheinischen Rivalen Bayer Leverkusen mit 2:0 (damals noch „Best-Of-Three“). 1988 verteidigten die Domstädter mit Gnad in ihren Reihen den deutschen Meistertitel. Wieder bezwang man die Leverkusener Korbjäger (3:1). Gnad wurde 1989 zu Deutschlands Basketballer des Jahres gekürt.
Im Juli 1988 erhielt Gnad erneut eine Chance auf ein NBA-Engagement. Die neu gegründeten Miami Heat hatten sich inzwischen die Rechte an Gnad beim sogenannten Expansion Draft 1988 gesichert. Gnad weilte den Sommer 1988 über in den Vereinigten Staaten, legte in dieser Zeit deutlich an Muskelmasse zu, die Verantwortlichen der Heat legten dem Center gar einen Vertrag über eine Spielzeit und eine Option für ein weiteres Jahr vor. Eine Woche vor dem Saisonbeginn der NBA verletzte sich der 2,08 Meter große Brettspieler an der Achillessehne. Das Management der Miami Heat verordnete Gnad eine Pause und gab ihm die Möglichkeit, nach Deutschland zu fliegen und bezahlte ihm den Flug. Dort sollte er wieder in die nötige körperliche Verfassung kommen, um in der NBA einsatzfähig zu sein. Aus der Zeitung USA Today erfuhr er dann von seiner Entlassung. Laut seines Agenten habe Gnad die Mannschaft ohne Einwilligung des Trainerstabs verlassen. Später warf Gnad den Miami Heat vor, ihn ungerecht behandelt zu haben (Gnad: „Die haben mich beschissen“).
Im Jahr 1989 wechselte er innerhalb der Bundesliga zu BG Steiner Bayreuth. Bei den Oberfranken spielte Gnad an der Seite von Leistungsträgern wie Alvin Dukes und Calvin Oldham. Ohne große Probleme errang Bayreuth, mit einer Bilanz von 21 Siegen und nur einer Niederlage, den ersten Tabellenplatz in der Hauptrunde der Bundesliga-Saison 1989/90. In den Playoffs spielte die BG sich bis in die Endspielserie vor, allerdings unterlag man dort Bayer Leverkusen mit 1:3-Siegen.
Im Sommer 1990 spielte er bei der NBA-Mannschaft Washington Bullets (heute Washington Wizards) vor. Dort war mit John Nash mittlerweile der Mann als Manager tätig, der ihn 1987 im NBA-Draftverfahren für Philadelphia ausgewählt hatte. Gnad wurde aber nicht von Washington verpflichtet, er verstärkte fortan den italienischen Zweitligisten Billy Desio. In der Lombardei verbrachte Gnad insgesamt drei Spielzeiten und war in diesen drei Jahren Leistungsträger des Klubs. Seine besten Werte in Desio erzielte Gnad in der Saison 1990/91: Im Durchschnitt kam er auf 19,5 Punkte und 14 Rebounds je Begegnung.

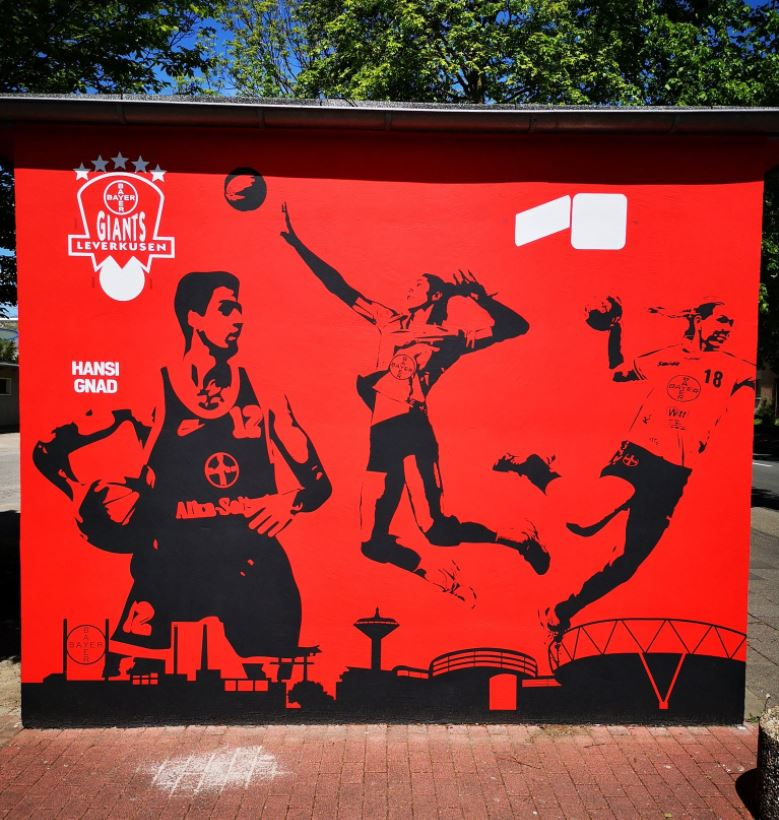
Hansi Gnad auf einem Wandbild am Eingang des Leverkusener Sportparks als Spieler von Bayer Leverkusen

1993 kehrte „der König“, so Gnads Spitzname als Spieler, erneut in die Bundesliga zurück. Er spielte für eine Saison bei Alba Berlin, mit der Mannschaft scheiterte er im Halbfinale mit 0:3 an Leverkusen. Gnad, der sich im Laufe seines Berliner Jahres mit Svetislav Pešić wegen dessen kraftraubender Trainingsmethoden anlegte, verließ die Hauptstadt im Sommer 1994, um sich Brandt Hagen anschließen. Mit Hagen verlor er abermals gegen Leverkusen mit 1:3 in der Halbfinalserie. Dennoch bewies Gnad seinen sportlichen Wert und war mit im Schnitt 10,1 Rebounds pro Partie der beste Bundesliga-Spieler in dieser Wertung. 1995/96 wechselte der Center schlussendlich zum TSV Bayer 04 Leverkusen und wurde Deutscher Meister. Es war sein insgesamt dritter und letzter Meistertitel in der Eliteklasse des deutschen Basketballs.
Nach der Aufhebung der Ausländerbeschränkungen in Folge der Bosman-Entscheidung wechselte Gnad 1997 nach Italien und spielte diesmal in der höchsten Spielklasse, der Serie A, für Mash Verona (später Scaligera Basket Verona). Mit dem vormaligen Halbfinalist schied der Center in der Spielzeit 1997/98 in der ersten Play-off-Runde um die italienische Meisterschaft aus. Auf europäischer Ebene 1998 langte es allerdings zum Gewinn des Korać-Cup, in dem man in den Finalspielen KK Roter Stern Belgrad bezwang (68:74 / 73:64). In den beiden Finalspielen erzielte Gnad 4,0 Punkte und holte 4,0 Rebounds pro Partie. Im darauffolgenden Jahr 1998/99 landete Verona lediglich auf dem drittletzten Tabellenplatz der italienischen Liga. Damit endete Gnads Zeit in Italien. In der italienischen Liga war das Spieljahr 1998/99 Gnads bestes in Verona, als ihm Mittelwerte von 9,5 Punkten und 8,1 Rebounds pro Begegnung gelangen. Durch seine Zeit in dem Land wurde Italien laut eigener Aussage zu „seiner zweiten Heimat“.
Zu Beginn der folgenden Spielzeit schloss er sich dem spanischen Spitzenklub Real Madrid, wo er, als Ergänzungsspieler von der Bank kommend, in zwölf Spielen in knapp neun Minuten Einsatzzeit pro Spiel lediglich 1,6 Punkte im Durchschnitt erzielte. Zu dieser Zeit plagten ihn bereits seit Jahren Kniebeschwerden in Folge eines Kreuzbandrisses. Im Dezember 1999 wurde er durch den Russen Michail Michailow ersetzt und ging zu Bayer Leverkusen zurück, das jedoch an seine großen Erfolge zu Beginn der 1990er Jahre nicht mehr anknüpfen konnte. Dennoch war der Brettspieler 1999/00 mit durchschnittlich 11,9 Punkten und 7,7 Rebounds pro Spiel einer der Leistungsträger der Farbenstädter. Nach knapp zwei Spielzeiten wechselte er 2001 noch einmal zu Brandt Hagen, bevor er 2003 im Alter von knapp 40 Jahren seine Spielerlaufbahn beendete. In seiner letzten Saison erzielte er für die Westfalen im Schnitt 2 Zähler je Partie.
In der Saison 2010/11 war Gnad im Alter von 47 Jahren noch in der Kreisliga des Rheinisch-Bergischen-Basketballkreis für die Burscheider TG aktiv. Neben Gnad spielte mit Gunther Behnke ein weiterer Europameister von 1993 für die Burscheider, welche am Ende der Spielzeit Vizemeister in der Kreisliga wurden.
Die Gesamtzahl der von ihm in der Bundesliga erzielten Punkte beträgt 3475. Er gehört zu den 15 besten Punktesammlern in der Geschichte der Basketball-Bundesliga, obwohl Gnad knapp sechs Jahre als Spieler im europäischen Ausland verbrachte. Als Aktiver machten Gnad vor allem seine körperbetonte Spielweise, Entschlossenheit und Führungsqualitäten aus.
Dass er den Spitznamen „der König“ erhielt, ging laut einem weiteren Europameister von 1993, Henning Harnisch, auf Gnads Aussehen und Gangart zurück (Harnisch: „Der Hansi sieht halt aus wie ein König und geht auch so“). Gnad beschrieb sich rückblickend auf seine Spielerzeit einmal selbst als „der verstörte Trainingsochse, der alles gemacht hat, um besser zu werden“.

### Als Trainer
Nach seiner Spielerkarriere arbeitete Gnad als Trainer und war, nachdem er zunächst mehrere Jahre (von 2003 bis 2008) als Trainerassistent bei seinem ehemaligen Verein aus Leverkusen tätig war, während und nach der Olympiaqualifikation 2008 auch Trainerassistent der deutschen Nationalmannschaft. Nach dem Ende seiner ersten Co-Trainertätigkeit in Leverkusen sah sich Gnad nach einer Arbeitsstelle als Sportdirektor um, fand aber keine Anstellung, die Ungewissheit bezüglich seiner beruflichen Zukunft setzte ihm eigener Aussage nach stark zu. Er nahm das Angebot an, in Wuppertal für eine Aufwandsentschädigung im Jugend- und Herrenbereich von BTV Ronsdorf-Graben zu arbeiten und übte diese Tätigkeit drei Jahre aus. Auf diese Weise habe er wieder beruflichen Anschluss gefunden. Ab 2011 arbeitete er des Weiteren unter Bundestrainer Dirk Bauermann wiederum als Co-Trainer für die Nationalmannschaft.

Im Sommer 2015 übernahm er wieder das Co-Trainer-Amt in Bayers Herrenmannschaft und betreute die U19-Mannschaft in Nachwuchs-Basketball-Bundesliga. Das Amt des NBBL-Headcoach in Leverkusen hatte Gnad bis Sommer 2018 inne. Sein Nachfolger wurde Jacques Schneider. Mit der U19 der Farbenstädter erreichte Gnad in seinen drei Spielzeiten als Verantwortlicher an der Seitenlinie immer die Playoffs um die deutsche Meisterschaft. Dort hatte der TSV Bayer 04 Leverkusen aber stets das Nachsehen. 

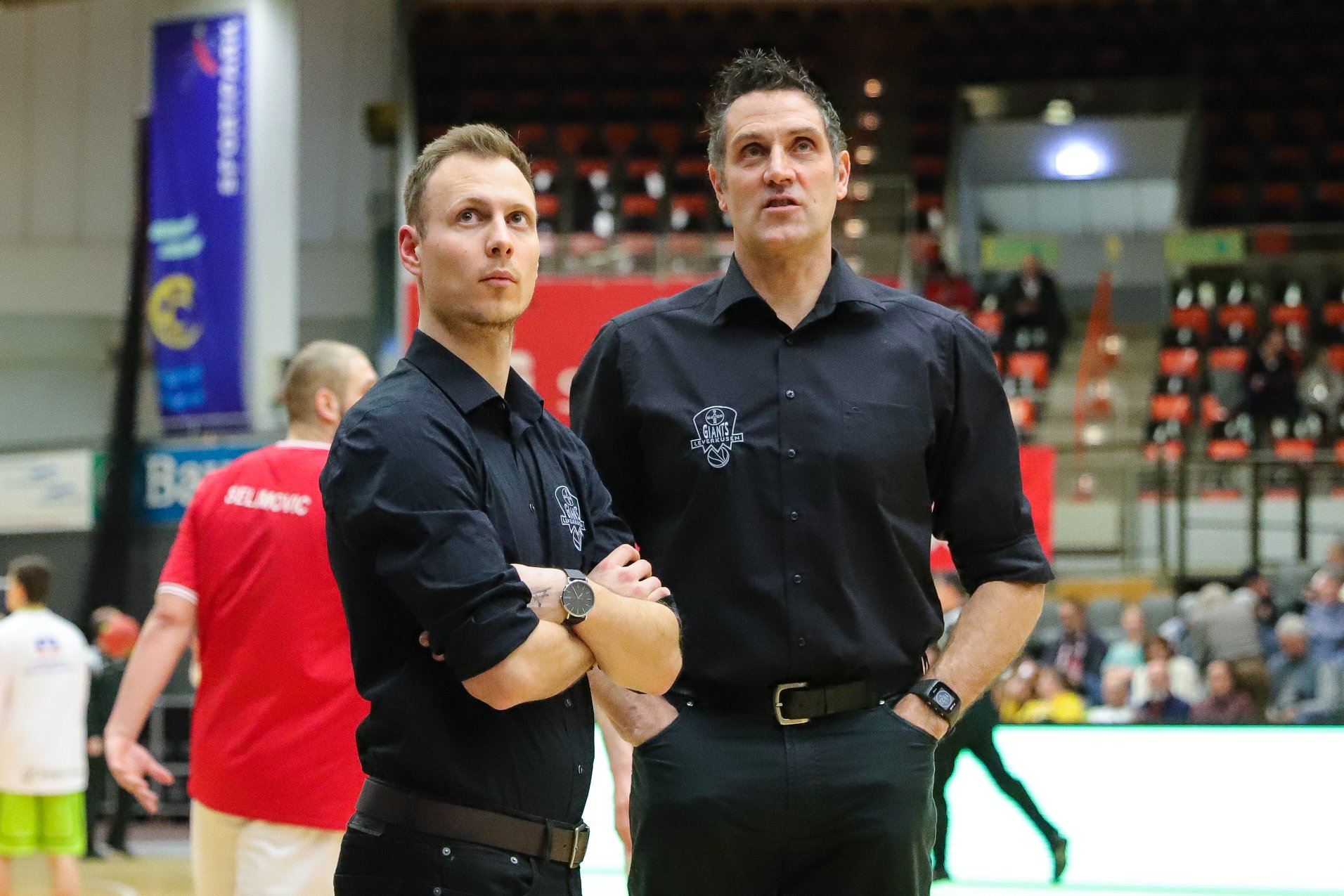
Gnad mit seinem Assistenten Jacques Schneider (l.) beim ProA-Spiel der Bayer Giants Leverkusen gegen das Team Ehingen Urspring (2020)

Im Sommer 2018 stieg Gnad in Leverkusen vom Assistenz- zum Cheftrainer auf und löste damit Achim Kuczmann als Trainer der Bayer Giants Leverkusen in der 2. Bundesliga ProB ab. Der Trainer mit A-Lizenz führte die „Riesen vom Rhein“ in der Punktrunde des Spieljahres 2018/19 in 22 Spielen zu 21 Siegen und verbuchte damit die beste Bilanz eines ProB-Ligisten seit Einführung der Spielklasse. In der Hauptrunde sowie den Playoffs verlor Bayer kein einziges seiner insgesamt 16 Partien in der heimischen Ostermann-Arena. Im Finale 2018 errang Leverkusen den ProB-Titel mit zwei Siegen über die WWU Baskets Münster. Es war der erste Titelgewinn für Gnad als Übungsleiter einer Profimannschaft.
Im Frühjahr 2019 gaben die Verantwortlichen der Leverkusener Basketballer bekannt, dass die Mannschaft unter der Leitung von Gnad als Cheftrainer den Aufstieg in die ProA wahrnehmen werden. Wie bereits in der Saison zuvor gelang es dem Basketball-Rekordmeister auch in der zweithöchsten deutschen Liga zu überraschen. Als die Saison 2019/20 aufgrund der COVID-19-Pandemie in Deutschland nach 27 Partien vorzeitig beendet werden musste, stand Leverkusen mit einer Bilanz von 14 Siegen und 13 Niederlagen auf dem fünften Tabellenplatz.
In der darauffolgenden Spielzeit mussten Gnad und das Management einen Umbruch innerhalb des Kaders vollziehen. So verließen u. a. der ProB-MVP von 2019, Nick Hornsby, und Publikumsliebling Tim Schönborn die Rheinländer. Doch auch wie in den Jahren zuvor gelang es dem Europameister von 1993, eine konkurrenzfähige Mannschaft auf die Beine zu stellen. Gnad formte um die Leistungsträger Haris Hujic, J.J. Mann und Dennis Heinzmann eine Mannschaft, welche schnell zu den besten der ProA-Saison 2020/21 zählte. Schlussendlich beendete Leverkusen die Saison, wie bereits im Vorjahr, auf dem fünften Rang (Bilanz 18 Siege / 10 Niederlage). Das Besondere: Von insgesamt 14 Heimspielen in der Hauptrunde entschieden die Rheinländer 13 für sich. Somit qualifizierten sich Gnad und die Bayer Giants erstmals in der Vereinsgeschichte für die Playoffs in der ProA. In der zweiten Gruppenphase wurden die Gnads Schützlinge zur Überraschung der Endrunde. So gewann Leverkusen die ersten vier Spiele in Serie (u. a. bezwang man in Hin- und Rückspiel den Erstplatzierten der Hauptrunde, die Rostock Seawolves mit dem ehemaligen Bayer-Erfolgstrainer Dirk Bauermann). Trotz einer Auswärtsniederlage bei Science City Jena zog Gnad mit seinen Schützlingen in das Finale um den ProA-Titel ein. Gegner waren dort die MLP Academics Heidelberg, gegen die Gnad mit seiner Mannschaft das Hinspiel deutlich verlor und im zweiten Vergleich unentschieden spielte, folglich mit dem zweiten Platz vorliebnehmen musste. Von der Liga und vom Basketballportal Eurobasket.com wurde Gnad als „Trainer des Jahres der ProA 2020/21“ ausgezeichnet.
Auch in seiner vierten Saison als Cheftrainer der Rheinländer gelang Gnad ein guter Saisonauftakt. Mit den Leverkusenern stand der Inhaber einer Trainer A-Lizenz nach acht Spieltagen der ProA-Saison 2021/22 mit fünf Siegen und drei Niederlagen auf dem fünften Tabellenplatz. Im November 2021 infizierte sich Gnad mit dem Virus SARS-CoV-2. Die bevorstehende Partie gegen Science City Jena wurde daraufhin verschoben. Wie in den beiden ProA-Jahren zuvor landete Gnad mit einer Bilanz von 23 Siegen und neun Niederlagen mit den Giants auf dem fünften Tabellenplatz. Im Playoff-Viertelfinale traf man auf die Gladiators Trier, welche man mit 3:1-Siegen bezwang. Im Halbfinale war dann der Hauptrundenerste, die Tigers Tübingen, Gegner der Rheinländer. Verletzungsgeschwächt unterlag Gnad mit seiner Mannschaft deutlich mit 0:3.
In der Saison 2022/23 geriet Gnad mit der Leverkusener Mannschaft, die zahlreiche Verletzungen zu beklagen hatte, in der 2. Bundesliga ProA in Abstiegsgefahr. 14 der ersten 16 Spiele wurden verloren, im April 2023 stand der Abstieg fest. Dies war ein großer Rückschlag für die Bemühungen der Leverkusener Geschäftsführung, die sich wieder in das Blickfeld der Basketball-Bundesliga spielen wollten. Die Leverkusener Verantwortlichen hielten trotz der negativ verlaufenden Spielzeit an Gnad fest, der nach der Saison 2022/23 äußerte, dass er selber den Karren aus dem Dreck ziehen möchte.
Im Sommer 2023 setzten sich die Leverkusener Verantwortlichen und Trainer Gnad mit einem vollständig neuen Kader das Ziel, wieder in die ProA aufzusteigen. Nach zwischenzeitlich 13 Siegen in Folge schloss Gnad die Hauptrunde 2023/24 in der Nordstaffel der ProB mit seiner Mannschaft auf dem zweiten Platz ab. Im Viertelfinale scheiterte man deutlich an den Berlin Braves 2000. Beim Rückspiel in der Bundeshauptstadt stand Gnad aufgrund gesundheitlicher Probleme nicht an der Seitenlinie. Gnad gab das Traineramt in Leverkusen im Sommer 2024 aus gesundheitlichen Gründen an Michael Koch ab, der zuvor sein Assistent gewesen war, und wurde Sportlicher Leiter sowie Kochs Co-Trainer. In der ProB-Spielzeit 2024/25 gewann er mit Leverkusen die Meisterschaft und stieg in die ProA auf.

### Trainerstatistik im Herrenbereich
| Saison  | Verein                         | Spiele | Siege | Niederlagen | Unentschieden | Ergebnis                                                              |
| ------- | ------------------------------ | ------ | ----- | ----------- | ------------- | --------------------------------------------------------------------- |
| 2018/19 | Bayer Giants Leverkusen (ProB) | 29     | 27    | 2           |               | Gewinner der ProB 2018/19, Aufstieg in die ProA                       |
| 2019/20 | Bayer Giants Leverkusen (ProA) | 27     | 14    | 13          |               | 5. Rang (Saison vorzeitig abgebrochen aufgrund der COVID-19-Pandemie) |
| 2020/21 | Bayer Giants Leverkusen (ProA) | 38     | 25    | 12          | 1             | Vizemeister der ProA 2020/21, Aufstieg in die BBL*                    |
| 2021/22 | Bayer Giants Leverkusen (ProA) | 39     | 22    | 17          |               | Halbfinalist der ProA 2021/22                                         |
| 2022/23 | Bayer Giants Leverkusen (ProA) | 34     | 9     | 25          |               | 17. Rang, Abstieg in die ProB                                         |
| 2023/24 | Bayer Giants Leverkusen (ProB) | 30     | 22    | 8           |               | Viertelfinalist der ProB 2023/24                                      |
|         | Gesamtstatistik                | 197    | 119   | 77          | 1             |                                                                       |

*Der Aufstieg wurde aus finanziellen Gründen von den Bayer Giants Leverkusen nicht wahrgenommen.

## Nationalmannschaft
Gnad war bis Ende August 2007 bezogen auf die Anzahl der Länderspiele mit 181 Einsätzen in der A-Nationalmannschaft Rekord-Nationalspieler, bevor er von Patrick Femerling in der Anzahl der Einsätze überholt wurde. In allen 181 Partien stand er in der Startformation. Er erzielte insgesamt 2123 Punkte (durchschnittlich 11,7 pro Spiel). Mit ihm gewann die Mannschaft 96-mal (85 Niederlagen).
Sein erstes Spiel bestritt Gnad am 23. Mai 1986 in Vevey gegen die Schweiz. Er erzielte 19 Punkte und Deutschland gewann das Freundschaftsspiel mit 106:91. Sein in puncto persönlicher Punktausbeute erfolgreichstes Spiel hatte Gnad mit 30 Punkten am 29. November 1989 beim EM-Qualifikationsspiel gegen England, das mit 110:87 gewonnen werden konnte.
Seine erste Endrundenteilnahme mit der A-Nationalmannschaft hatte Gnad bei der Weltmeisterschaft 1986 in Spanien, wo man nach zwei Siegen in fünf Vorrundenspielen wegen des schlechteren direkten Vergleichs frühzeitig ausschied. Bei der folgenden EM 1987 verlor man das Viertelfinale gegen Spanien deutlich und belegte am Ende den sechsten Platz. Im vorolympischen Qualifikationsturnier 1988 war man in der Finalrunde chancenlos und verpasste eine Olympiateilnahme. Für die folgenden beiden EM-Endrunden mit den besten acht Nationalmannschaften qualifizierten sich die Deutschen jeweils nicht.
1989 gewann er mit der bundesdeutschen Auswahl Bronze bei den Weltspielen der Studenten („Universiade“) in Duisburg und war im Turnierverlauf bester deutscher Korbschütze.
Im Qualifikationsturnier für die Olympischen Spiele 1992 bekam die Nationalmannschaft Unterstützung durch den NBA-Profi Detlef Schrempf. So reichte es zur Qualifikation für die Spiele unter anderem vor Vizeeuropameister Italien und dem früheren Europameister Griechenland. Beim olympischen Turnier spielte die Nationalmannschaft nach zwei Auftaktsiegen unter anderem über den Gastgeber und EM-Dritten Spanien gegen das sogenannte „Dream Team“, eine Auswahl der besten US-amerikanischen NBA-Profis, die erstmals bei einem olympischen Turnier im Trikot der US-Auswahl antraten, die zuvor nur von College-Spielern gebildet worden war. Dieses Spiel war auch für den gestandenen Profi Gnad ein besonderes Erlebnis. Nach der 68:111-Niederlage gegen die USA verlor man auch die restlichen beiden Vorrundenspiele sowie das Viertelfinale gegen die Mannschaft des Vereinten Teams aus den Nachfolgestaaten der Sowjetunion und belegte am Ende einen siebten Platz. In acht olympischen Einsätzen erzielte Gnad im Schnitt 8,5 Punkte.
Als Olympiateilnehmer und Gastgeber war man für die folgende EM-Endrunde 1993 automatisch qualifiziert. Diese wurde zum bis dahin größten Triumph für die Auswahl des Deutschen Basketball Bundes. Gnad war der Spielführer der deutschen Auswahl. Seit 1955 hatten die Mannschaften der Sowjetunion und Jugoslawiens diese Meisterschaften dominiert und bis auf zweimal alle Titel untereinander aufgeteilt. Eine deutsche Auswahl hatte bis dahin niemals eine Medaille gewonnen; die beste Platzierung war ein fünfter Platz bei der EM-Endrunde 1985 im eigenen Land. Nach dem Auseinanderbrechen der beiden führenden europäischen Basketballnationen nutzte die deutsche Auswahl unter Nationaltrainer Svetislav Pešić in einem ausgeglichenen Teilnehmerfeld trotz verpatzten Turnierauftakts letztlich den Heimvorteil für sich und gewann sensationell in einem dramatischen Endspiel gegen Russland den Titel. Mannschaftskapitän Gnad, der im Turnierverlauf im Durchschnitt 8,1 Punkte je Begegnung erzielte, reckte am Ende den Pokal in die Höhe und schnitt als Trophäe das Korbnetz ab. Im Endspiel gegen Russland kam Gnad auf sechs Punkte, seine beste Angriffsleistung bei der EM 1993 waren 16 Punkte gegen Frankreich.
Bei der WM-Endrunde 1994 belegte man jedoch wieder nur einen zwölften Platz und bei der letzten Endrunden-Teilnahme Gnads bei der EM-Endrunde 1995 schied Titelverteidiger Deutschland nach nur einem Sieg in sechs Spielen bereits in der Vorrunde aus. Das letzte Spiel im Trikot der deutschen Nationalmannschaft hatte Gnad am 28. November 1998 beim EM-Qualifikationsspiel gegen Slowenien in Bonn. Deutschland verlor mit 76:91 und Gnad erzielte lediglich zwei Punkte.

## Familie
Bei den Olympischen Spielen 1992 lernte Gnad die frühere Handball-Nationalspielerin Silke Gnad (damals noch Silke Fittinger) kennen, mit der er heute verheiratet ist. Gemeinsam haben sie zwei Kinder (Justin und Robin). Beide Söhne spielen ebenfalls Basketball. Der Ältere (Justin) trainierte als Jugendlicher längere Zeit unter seinem Vater als Trainer. Justin gewann 2013 mit Leverkusen die deutsche U16-Meisterschaft in der Jugend-Basketball-Bundesliga. Er spielt für die Zweitvertretung des TSV Bayer 04 Leverkusen in der 1. Regionalliga West und gab im Januar 2022 unter seinem Vater als Trainer seinen Einstand in Leverkusens Profimannschaft in der 2. Bundesliga ProA.

## Erfolge

### Als Spieler
- Europameister 1993 mit der Nationalmannschaft des Deutschen Basketball Bundes
- Dreifacher Deutscher Meister (1987 und 1988 mit BSC Saturn Köln / 1996 mit dem TSV Bayer 04 Leverkusen)
- Gewinner des Korać-Cup 1998 mit Mash Verona (Italien)
- Gewinner der Bronzemedaille bei der Sommer-Universiade 1989
- Teilnehmer bei den Olympischen Spielen 1992
- Zweifacher WM-Teilnehmer 1986 und 1994
- Dreifacher EM-Teilnehmer 1987, 1993 und 1995
- MVP der BBL 1988/89
- Bester Rebounder der Basketball-Bundesliga 1994/95

### Als Trainer
- Meister der ProB 2018/19 (als Cheftrainer) und ProB 2024/25 (Assistenztrainer - beide Mal mit den Bayer Giants Leverkusen)
- Vizemeister der ProA 2020/21 (Bayer Giants Leverkusen)
- Teilnehmer der Olympischen Spiele 2008 als Assistenztrainer des Deutschen Basketball Bundes
- Mehrfacher Playoffteilnehmer in der Nachwuchs-Basketball-Bundesliga (TSV Bayer 04 Leverkusen e. V.)
- ProA-Trainer des Jahres 2020/21